# Xinquan (sockenhuvudort i Kina, Jiangxi Sheng, lat 27,52, long 114,07)
Xinquan är en sockenhuvudort i Kina. Den ligger i provinsen Jiangxi, i den sydöstra delen av landet, omkring 220 kilometer sydväst om provinshuvudstaden Nanchang. Antalet invånare är 21 105. Befolkningen består av 10 040 kvinnor och 11 065 män. Barn under 15 år utgör 22,0 %, vuxna 15-64 år 67 %, och äldre över 65 år 10,0 %.
Runt Xinquan är det ganska tätbefolkat, med 139 invånare per kvadratkilometer. Xinquan är det största samhället i trakten. I omgivningarna runt Xinquan växer i huvudsak blandskog.
Genomsnittlig årsnederbörd är 2 072 millimeter. Den regnigaste månaden är maj, med i genomsnitt 322 mm nederbörd, och den torraste är oktober, med 28 mm nederbörd.